# 平疣湍蛙
平疣湍蛙（学名：Amolops tuberodepressus），一种于中华人民共和国云南省景东彝族自治县无量山地区发现的两栖动物，隶属于蛙科湍蛙属。

## 形态特征
平疣湍蛙雄蛙体长48～56毫米，雌蛙体长61～70毫米。身体背面皮肤光滑，呈绿色、暗绿色或蓝绿色，杂以不规则的棕色花斑，花斑上散布黑点；体侧四肢背面为绿色或蓝绿色，其上有不规则的深色花斑或横纹；腹面及四肢腹面为乳黄色，咽胸部有深灰色花斑或网纹。